# الرومانية الكاثوليكية في البرتغال

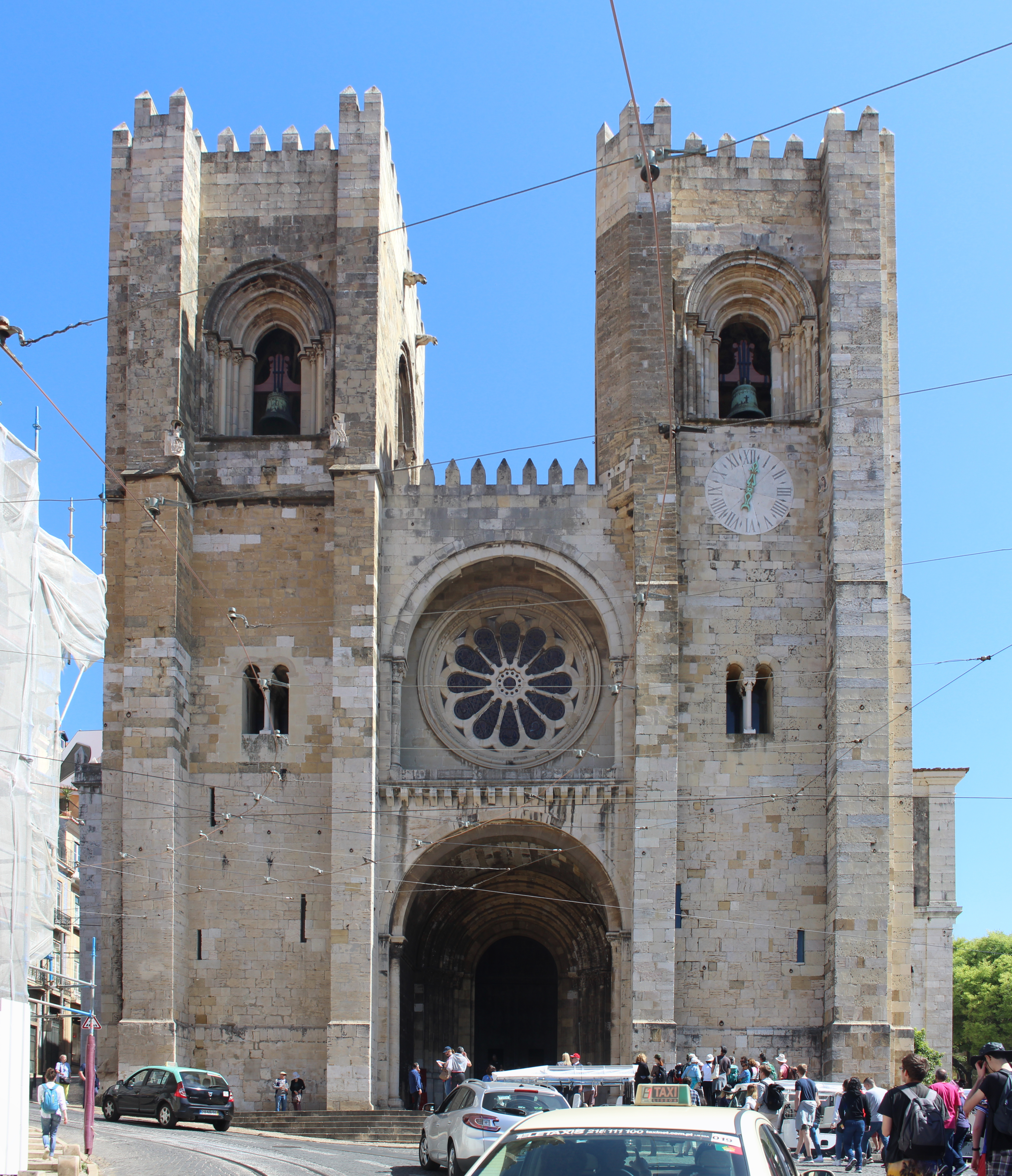
كاتدرائية لشبونة.

الكنيسة الكاثوليكية البرتغاليَّة هي جزء من الكنيسة الكاثوليكية العالمية في ظل القيادة الروحية للبابا في روما والمؤتمر الأسقفي البرتغالي، يعتنق أغلب البرتغاليين المسيحية ديناً على المذهب الروماني الكاثوليكي، الذي يعدّ أكبر مذهب في البلاد، حيث وفقًا للتعداد السكاني من عام 2011 يعتبر حوالي 81.0% من البرتغاليين أنفسهم كاثوليك. منهم فقط 19% قالوا أنهم ترددوا على الكنيسة كل يوم أحد بانتظام، في حين الغالبية العظمى من الشعب البرتغالي يتلقون الأسرار السبعة المقدسة مثل العماد والزواج.
تمتلك البرتغال ثقافة كاثوليكية غنية بوجود العديد من القديسين والشهداء البرتغاليين. ازدهر الفن الروماني الكاثوليكي في البرتغال في العصور الوسطى وعصر النهضة والباروك. تعتبر الهندسة المعمارية الكاثوليكية في البرتغال غنية أيضاً ومثيرة للإعجاب، فهناك كنائس وكاتدرائيات مثل بازيليكا بوم خيسوس ودير جيرونيموس ودير باتالها وكاتدائية براغا. وفقًا للتقاليد المسيحية يعتبر أنطونيو من لشبونة راعي البرتغال.
يعد البابا يوحنا الحادي والعشرون البابا البرتغالي الوحيد في تاريخ الكنيسة الكاثوليكية، إذا استثنينا داماسوس الأول، الذي ولد في منطقة من الإمبراطورية الرومانية الغربية تقع فما يعرف الآن بالبرتغال، وبالتالي يمكن أن نعتبره هو الآخر برتغاليًا.

## معرض صور

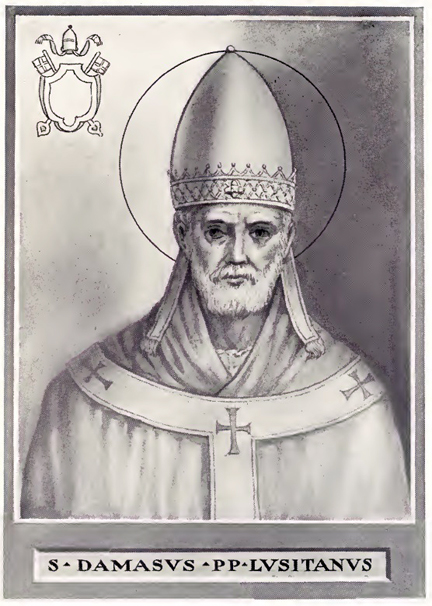
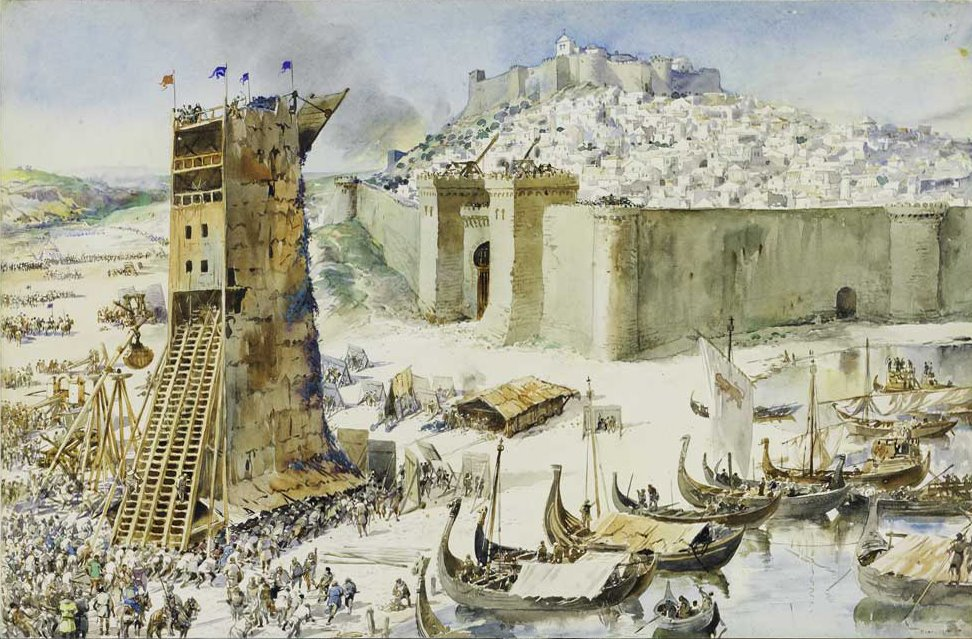
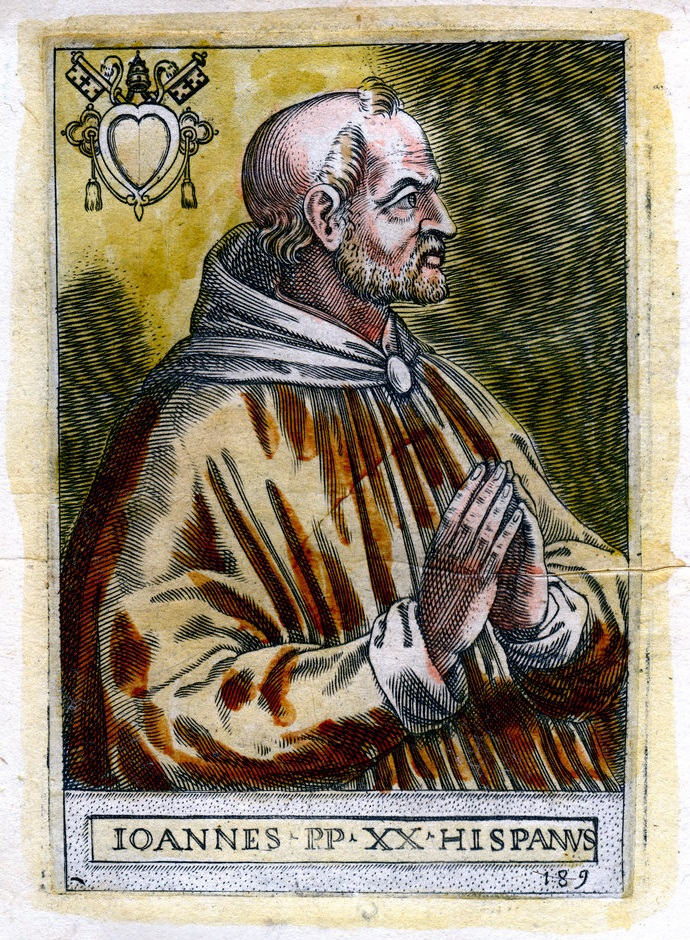
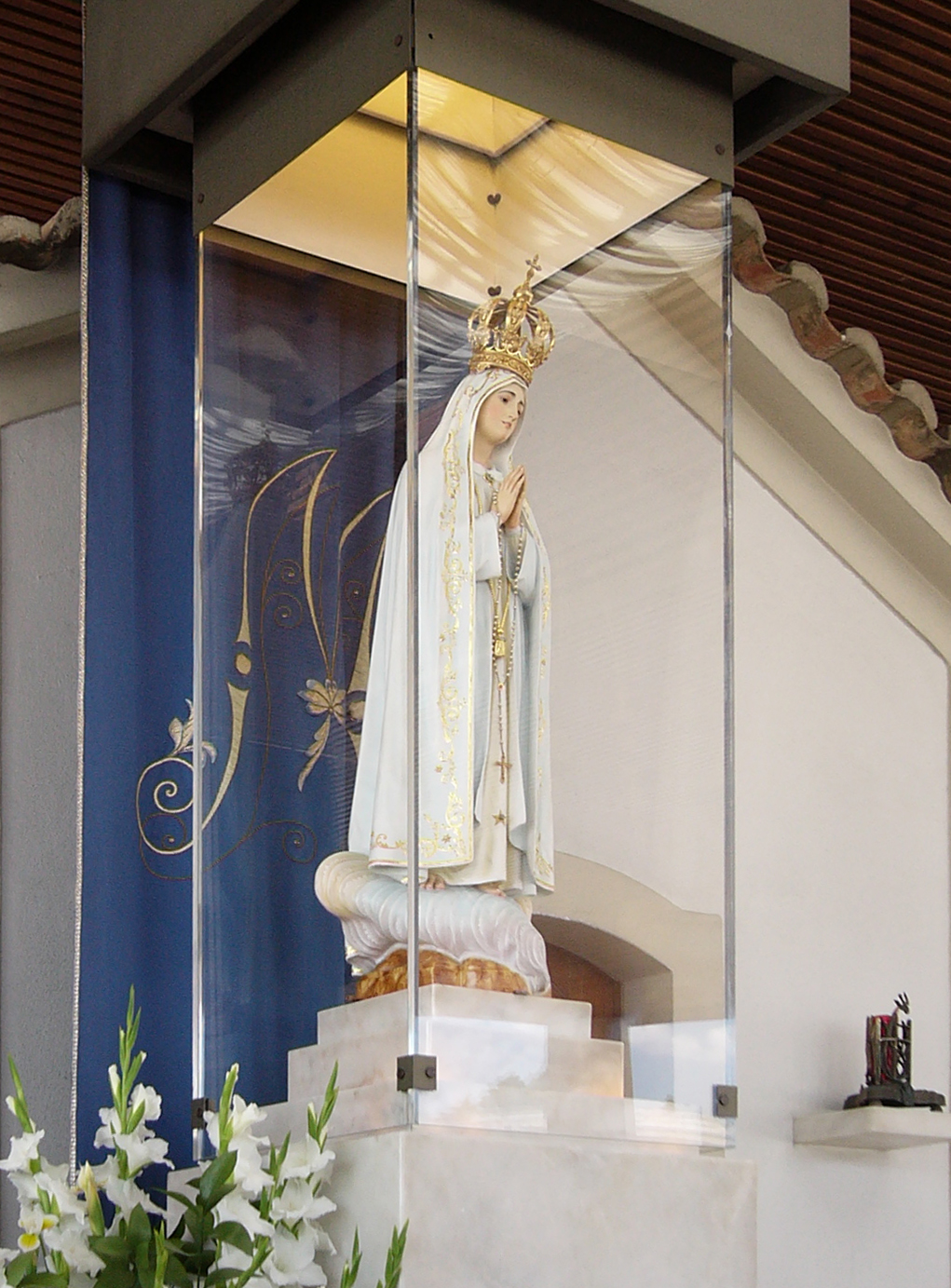
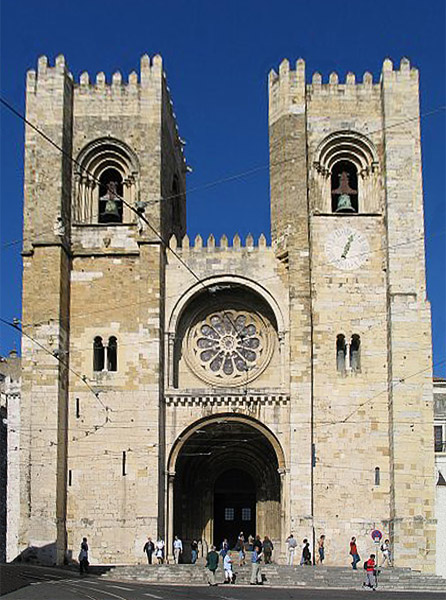